# 11 хвилин (фільм)
«11 хвилин» (пол. 11 minut) — польський фільм-трилер, знятий Єжи Сколімовським. Світова прем'єра стрічки відбулась 9 вересня 2015 року в головному конкурсі на Венеційському кінофестивалі. Фільм був висунутий Польщею на премію «Оскар-2016» у номінації «найкращий фільм іноземною мовою».

## Визнання
| Нагороди та номінації фільму «11 хвилин» | Нагороди та номінації фільму «11 хвилин» | Нагороди та номінації фільму «11 хвилин»           | Нагороди та номінації фільму «11 хвилин» | Нагороди та номінації фільму «11 хвилин» | Нагороди та номінації фільму «11 хвилин» |
| Рік                                      | Нагорода                                 | Категорія                                          | Номінант                                 | Результат                                | Дж                                       |
| ---------------------------------------- | ---------------------------------------- | -------------------------------------------------- | ---------------------------------------- | ---------------------------------------- | ---------------------------------------- |
| 2015                                     | Венеційський кінофестиваль               | «Золотий лев»                                      | «11 хвилин»                              | Номінація                                |                                          |
| 2015                                     | Венеційський кінофестиваль               | Нагорода імені Вітторіо Венето — Спеціальна згадка | «11 хвилин»                              | Перемога                                 |                                          |
| 2015                                     | Лондонський кінофестиваль                | Найкращий фільм                                    | «11 хвилин»                              | Номінація                                |                                          |
| 2016                                     | Європейський кіноприз                    | Найкращий звукорежисер                             | Радослав Охньо                           | Перемога                                 | [ 4 ]                                    |